# Alice Brunner
Alice Gertrud Brunner (Zürich, 20 december 1919 - Groningen, 21 juni 2009) was een Nederlandse verzetsvrouw in de Tweede Wereldoorlog. Als lid van het Utrechts Kindercomité en de Amsterdamse Studenten Groep hield zij zich bezig met het laten onderduiken van Joodse kinderen.

## Jeugd en opleiding
Alice Brunner was een dochter van Adolf Julius Emil Brunner en Eva de Vries. Haar vader was geboren in Zürich; haar moeder – dochter van hoogleraar Hugo de Vries – in Amsterdam. Brunner had de Nederlandse nationaliteit. Nadat haar vader in 1924 was overleden, kwam ze in 1925 vanuit Zwitserland in Arnhem wonen. In 1937 slaagde ze voor het diploma gymnasium alfa. Ze woonde vanaf september 1937 even in Tunbridge Wells en streek in 1938 voor even neer in de Euterpestraat. Zij studeerde Engelse taal en letterkunde aan de Universiteit van Amsterdam. In 1941 haalde ze haar kandidaatsexamen. Zij was lid van de Amsterdamse Vrouwelijke Studenten Vereniging (AVSV).

## Verzetswerk in de Tweede Wereldoorlog
Brunner weigerde in 1943 om de loyaliteitsverklaring te tekenen, waardoor het niet meer mogelijk was om te studeren. Ze vertrok naar het huis van haar moeder in de Willem Barentszstraat in Utrecht. Vermoedelijk via haar jongere zus Gabriëlle, die in Utrecht studeerde en Hetty Voûte kende, kwam ze in contact met het Utrechts Kindercomité. Ze werd wijkhoofd, bracht bonkaarten en kleding rond, en had tussen de tien en twintig kinderen onder haar hoede.
Na de mislukte aanslag op Dirk de Ruiter en Mies van Ginkel in Esch en de daarop volgende arrestatie van Gisela Söhnlein en Hetty Voûte, kreeg Brunner de boodschap dat ze moest onderduiken. Ze vertrok met spoed uit Utrecht. 
Na een korte periode kwam ze in Amsterdam in contact met de groep rond Piet Meerburg en Wouter van Zeytveld. Deze Amsterdamse Studenten Groep (ASG) hield zich bezig met het laten onderduiken van Joodse kinderen, afkomstig uit de crèche tegenover de Hollandsche Schouwburg. Brunner ging wonen in het huis van Lau Mazirel en werkte als transportrice van Joodse kinderen, die ze met de trein naar Tienray bracht. De kinderen kreeg ze op het Centraal Station of het Rokin overhandigd. In Tienray zorgde Hanna van de Voort vervolgens voor onderduikadressen voor de kinderen.
In mei 1944 bracht Brunner Virrie Cohen naar Tienray. Toen enkele maanden later het treinverkeer stilviel, trad Brunner uit de ASG en ging ze terug naar haar moeder in Utrecht. Daar bracht ze de hongerwinter door.

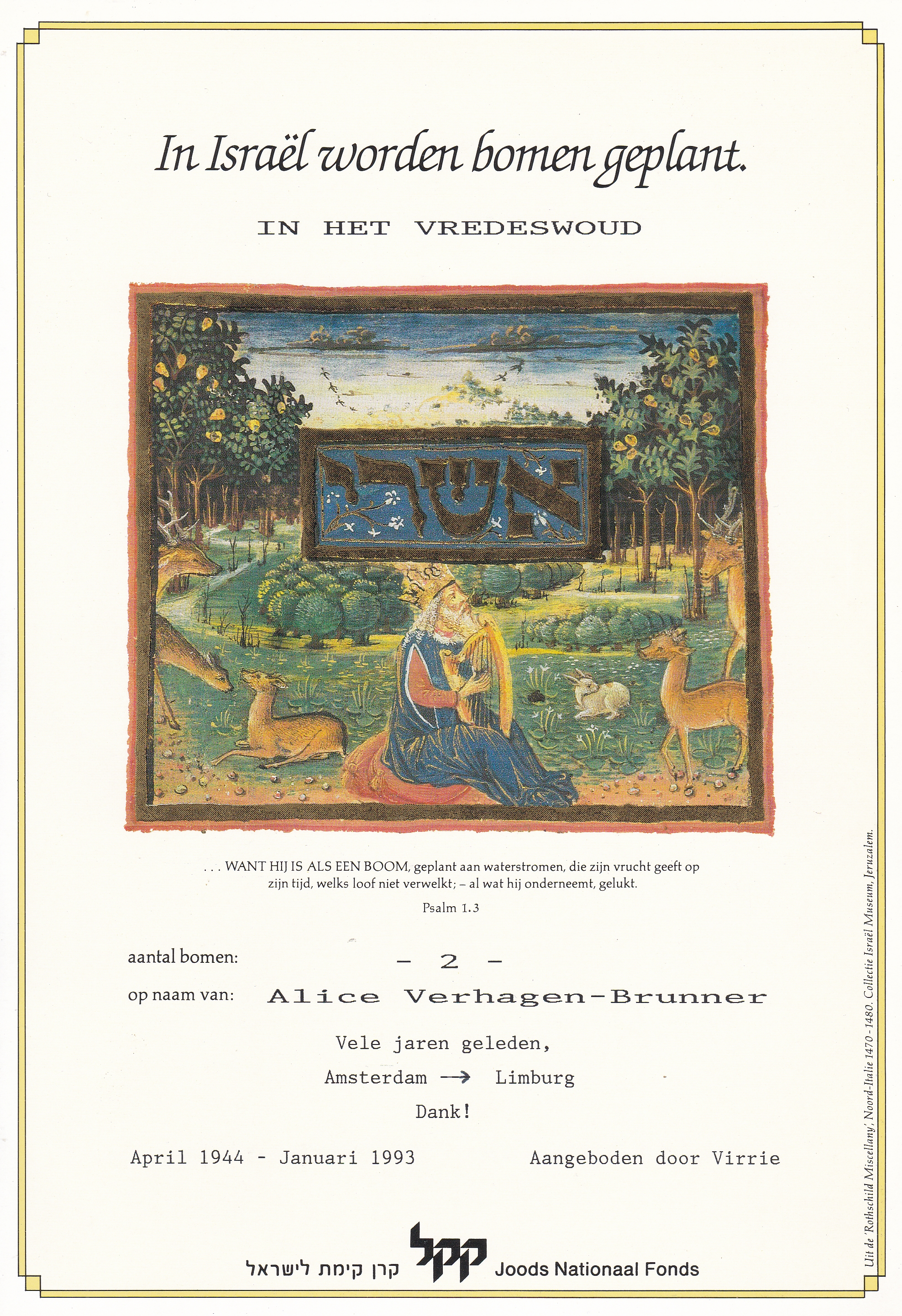
Certificaat van schenking van twee bomen in het Vredeswoud

## Na de oorlog
Alice Brunner studeerde in oktober 1948 af. Ze trouwde in 1953 met Pieter Verhage. Hij overleed in 1990. Het echtpaar was toen woonachtig in Beetsterzwaag.
In 1993 liet Virrie Cohen twee bomen voor Brunner planten in het "Vredeswoud" in Israël. 
Alice Brunner overleed op 89-jarige leeftijd in Groningen.